# Admiralty Island National Monument
Het Admiralty Island National Monument is een federaal beschermd natuurgebied op Admiralty Island, in de Alaska Panhandle van de Amerikaanse staat Alaska. Het is een op 1 december 1978 door president Jimmy Carter erkend nationaal monument. Het gebied beslaat 4.127,2 km².
Het Admiralty Island National Monument maakt deel uit van het Tongass National Forest, het grootste National Forest van de Verenigde Staten. Administratief ligt het in de Skagway-Hoonah-Angoon Census Area. Bijkomende permanente bescherming tegen economische ontginning verkreeg het door de erkenning door het Congres als wildernisgebied in het National Wilderness Preservation System onder de naam van Kootznoowoo Wilderness.
Er is een grote aanwezigheid van zowel sitkaherten als bruine beren, van deze laatste wordt de populatie op circa 1.600 geschat. In het water meerdere soorten zalmen en walvissen. In de lucht is er een grote dominantie van de Amerikaanse zeearend, met zo'n 2.500 stuks op en rond het eiland.
De fauna wordt gedomineerd door de westelijke hemlockspar, de reuzenlevensboom en de sitkaspar die samen een gematigde regenwoud vormen.
Het eiland is een heilige plaats voor de Angoon, onderdeel van het Tlingitvolk, die zelf wonen rond Angoon, de enige nederzetting op het eiland. Het eiland werd voor het eerst geëxploreerd door de Europeanen in 1793. George Vancouver ontdekte het en benoemde het naar zijn opdrachtgevers, de Admiraliteit van Engeland. De plaatselijke naam van de Tlingit is Xootsnoowú, het fort van de beren.
De U.S. Forest Service die het National Monument beheert, heeft meerdere hutten voor publiek gebruik op het eiland ter beschikking gesteld, en onderhoudt ook de Cross Admiralty Canoe Route, die verschillende meren van het eiland verbindt met portages, paden waar de kano over gedragen wordt.
De Pack Creek Brown Bear Viewing Area is een uitzichtpunt waar bezoekers bruine beren in hun natuurlijke habitat kunnen observeren terwijl de beren naar zalm vissen en met mekaar interageren, Pack Creek is enkel toegankelijk met een pas die aangevraagd kan worden bij de Forest Service.